# James Hutchison
James Hutchinson (ur. 20 kwietnia 1859 w Aberdeen, zm. 6 grudnia 1909 w Melbourne) – australijski polityk szkockiego pochodzenia, w latach 1903-1909 członek Izby Reprezentantów. Minister bez teki w pierwszym gabinecie Fishera (1908-1909).

## Życiorys
Po ukończeniu szkoły podstawowej nie kontynuował nauki, lecz podjął pracę w fabryce dywanów, a później w sklepie spożywczym i piekarni. Następnie przyuczył się do zawodu drukarza i rozpoczął pracę w tym charakterze dla szkockich wydawców gazet. W 1884 zachęcony przez kolegę z pracy wyemigrował do Australii Południowej, wówczas kolonii brytyjskiej. Początkowo pracował jako drukarz, lecz stracił pracę ze względu na podjęty strajk. Wraz z dwoma kolegami zwolnionymi w podobnych okolicznościach założył własną drukarnię, która z czasem podjęła też działalność wydawniczą.
W latach 90. XIX zaangażował się w działalność polityczną, biorąc udział w tworzeniu struktur Zjednoczonej Partii Pracy, która później weszła w skład ogólnokrajowej Australijskiej Partii Pracy (ALP). Początkowo zasiadał w samorządzie lokalnym jednej z dzielnic Adelaide, a w 1898 został wybrany do Izby Zgromadzenia Australii Południowej.
Po inauguracji Związku Australijskiego w 1901 i przekształceniu Australii Południowej w jeden z jego stanów, początkowo pozostał w parlamencie w Adelajdzie, lecz w 1903 uzyskał mandat w federalnej Izbie Reprezentantów, obradującej wówczas w Melbourne. W roku 1908 został ministrem bez teki w pierwszym gabinecie premiera Andrew Fishera, w praktyce jego obowiązki związane były z reprezentowaniem ministra obrony w debatach parlamentarnych. Opuścił rząd po dymisji Fishera w czerwcu 1909. W grudniu tego samego roku nagle zachorował i zmarł, za przyczynę zgonu uznano ostre zapalenie nerek oraz pęcherzyka żółciowego.
Miał 50 lat, pozostawił żonę i szóstkę dzieci. Został pochowany w Adelajdzie w obrządku Kościoła prezbiteriańskiego, do którego należał.